# Ambilobe
Ambilobe város és község (Malagaszi nyelven: kaominina) Madagaszkár északi részén. Az Ambilobei kerület központja, amely a Diana régión belül található. Ambilobe az 5-ös főút mellett található. A község létszáma 56 000 fő volt a 2004-es népszámlálás adatainak becsült értéke alapján.
A városban az alap- és a középfokú oktatási intézmények megtalálhatóak. A városban kórház működik. 
A legfontosabb gazdasági ág a mezőgazdaság, amelyben a népesség háromnegyede dolgozik. Főbb terményeik a cukornád, a rizs és a paradicsom. Az iparban a népesség 13 százaléka, míg a szolgáltatások terén a lakosság mintegy 2 százaléka dolgozik. A halászat az emberek 10 százalékának ad munkát.
A város éghajlata monszun éghajlat, amelynek következtében nagyobb esőzések egész évben kialakulhatnak.
A várost az Ambilobei repülőtér köti össze Madagaszkár többi részével légi úton.

## Híres személyek
A városban született Madagaszkár 1993 és 1996 közt hatalomban lévő elnöke, Albert Zafy.

## Fordítás
Ez a szócikk részben vagy egészben  az   Ambilobe című angol Wikipédia-szócikk ezen változatának fordításán alapul.  Az eredeti cikk szerkesztőit annak laptörténete sorolja fel. Ez a jelzés csupán a megfogalmazás eredetét és a szerzői jogokat jelzi, nem szolgál a cikkben szereplő információk forrásmegjelöléseként.